# Championnat du monde B de rink hockey masculin
Le Championnat du monde B de rink hockey est une compétition qui regroupe les équipes 12 nationales qui souhaitent atteindre l'élite mondiale : le groupe A. Elle a lieu tous les deux ans (En alternance avec le championnat du monde A de rink hockey masculin) et est organisée par la Fédération Internationale de Roller Sports (FIRS) et son Comité International de Rink-Hockey (CIRH).
Les trois premières équipes de la compétition sont promues au groupe A pour la saison suivante.
En 2004, le rink hockey est acteur d'une première mondiale : une équipe de Catalogne participe pour la première fois à une compétition officielle de niveau mondial. Cette première sera d'autant remarquable que la Catalogne remportera la compétition.
Mais la fédération espagnole fera pression, en menaçant de ne pas participer au championnat du monde A 2005, si l'équipe de Catalogne y est conviée. Finalement, la Fédération internationale de roller sports ne reconnaîtra pas l'équipe de Catalogne, la privant ainsi de mondial A.

## Palmarès
|    | Année | Lieu                         | Vainqueur      | 2e place       | 3e place   | 4e place       |
| -- | ----- | ---------------------------- | -------------- | -------------- | ---------- | -------------- |
| 16 | 2014  | Canelones, Uruguay           | Autriche       | Angleterre     | Pays-Bas   | États-Unis     |
| 15 | 2012  | Canelones, Uruguay           | Afrique du Sud | Angleterre     | Autriche   | Uruguay        |
| 14 | 2010  | Dornbirn, Autriche           | États-Unis     | Afrique du Sud | Pays-Bas   | Autriche       |
| 13 | 2008  | Johannesburg, Afrique du Sud | États-Unis     | Pays-Bas       | Colombie   | Afrique du Sud |
| 12 | 2006  | Montevideo, Uruguay          | Mozambique     | Pays-Bas       | Colombie   | Macao          |
| 11 | 2004  | Macao, Macao                 | Catalogne      | Angleterre     | Andorre    | Macao          |
| 10 | 2002  | Montevideo, Uruguay          | Andorre        | Colombie       | Angleterre | Uruguay        |
| 9  | 2000  | Chatham, Angleterre          | Angleterre     | Pays-Bas       | Canada     | Uruguay        |
| 8  | 1998  | Macao, Macao                 | Chili          | États-Unis     | Mozambique | Andorre        |
| 7  | 1996  | Mexico, Mexique              | États-Unis     | Pays-Bas       | Colombie   | Andorre        |
| 6  | 1994  | Santiago, Chili              | France         | Angola         | Chili      | Colombie       |
| 5  | 1992  | Andorre, Andorre             | Andorre        | France         | Angola     | Mozambique     |
| 4  | 1990  | Macao, Macao                 | Brésil         | Suisse         | Australie  | Angleterre     |
| 3  | 1988  | Bogota, Colombie             | Colombie       | Suisse         | Chili      | Australie      |
| 2  | 1986  | Mexico, Mexique              | Allemagne      | Pays-Bas       | Mozambique | Australie      |
| 1  | 1984  | Paris, France                | France         | Belgique       | Angleterre | Angola         |

1. ↑  Cette victoire constitue la première victoire de l'histoire du sport d'une équipe représentant une région d'un pays (la Catalogne). Face à l'opposition de l'équipe d'Espagne, l'équipe catalane ne sera pas autorisée à participer aux championnats du monde A 2005 à San Jose, États-Unis

## Bilan par nation
| Rang | Nation         | Or | Argent | Bronze | Total |
| ---- | -------------- | -- | ------ | ------ | ----- |
| 1    | États-Unis     | 3  | 1      | 0      | 4     |
| 2    | France         | 2  | 1      | 0      | 3     |
| 3    | Andorre        | 2  | 0      | 1      | 3     |
| 4    | Colombie       | 1  | 1      | 3      | 5     |
| 5    | Angleterre     | 1  | 3      | 2      | 6     |
| 6    | Afrique du Sud | 1  | 1      | 0      | 2     |
| 7    | Mozambique     | 1  | 0      | 2      | 3     |
| 8    | Chili          | 1  | 0      | 2      | 3     |
| 9    | Autriche       | 1  | 0      | 1      | 2     |
| 10   | Allemagne      | 1  | 0      | 0      | 1     |
| 10   | Brésil         | 1  | 0      | 0      | 1     |
| 10   | Catalogne      | 1  | 0      | 0      | 1     |
| 13   | Pays-Bas       | 0  | 5      | 2      | 7     |
| 14   | Suisse         | 0  | 2      | 0      | 2     |
| 15   | Angola         | 0  | 1      | 1      | 2     |
| 15   | Belgique       | 0  | 1      | 0      | 1     |
| 17   | Australie      | 0  | 0      | 1      | 1     |
| 17   | Canada         | 0  | 0      | 1      | 1     |